# Kanton Nantes-3
Kanton Nantes-3 (fr. Canton de Nantes-3) je francouzský kanton v departementu Loire-Atlantique v regionu Pays de la Loire. Tvoří ho pouze část města Nantes.